# Gondang Wetan (Jatikalen)
Gondang Wetan is een bestuurslaag in het regentschap Nganjuk van de provincie Oost-Java, Indonesië. Gondang Wetan telt 1625 inwoners (volkstelling 2010).